# إندونيسيون صينيون
الإندونيسيون الصينيون أو الإندونيسيين من أصل صيني، هم مواطنون إندونيسيون هاجر أسلافهم من الصين في القرون الثمانية الماضية. يشكل الإندونيسيون الصينيون رابع أكبر عدد من الصينيين المغتربين في العالم، بعد الأمريكيين الصينيين . يُعتبر الإندونيسيون الصينيون أيضًا مهيمنين في قطاع الأعمال في الاقتصاد الإندونيسي.
يعيش الصينيون وأحفادهم الإندونيسيون في الأرخبيل الإندونيسي منذ القرن الثالث عشر على الأقل. وصل العديد منهم كمقيمين بشكل مؤقت بنية العودة إلى ديارهم عندما يبلغون سن الشيخوخة، ومع ذلك اختار البعض الاستقرار في المنطقة كمهاجرين اقتصاديين، نما عددهم بشكل ملحوظ خلال الفترة الاستعمارية عندما تم التعاقد معهم من مقاطعاتهم الأصلية في جنوب الصين حتى وصلت اعدادهم في عام 2010 ثمانية ملايين إندونسي من اصل صيني ويشكلون 3.7 في المائة سكان البلاد. عانى الإندونيسيين الصينيين من التمييز العنصري منذ بداية الاستعمار الهولندي في المنطقة، على الرغم من أن السياسات الحكومية المطبقة منذ عام 1998 حاولت منعه.